# Rock in Rio 2011 - Jota Quest
Rock in Rio: Jota Quest é o terceiro álbum ao vivo e o quarto DVD da banda brasileira Jota Quest, lançado em 6 de julho de 2012 em parceria com a MZA Music e Artplan Comunicação.
Trata-se do registro do show da banda no Rock in Rio IV, no dia 30 de setembro de 2011, no Parque Olímpico Cidade do Rock, Rio de Janeiro, para um público de mais de 100 mil pessoas.

## Faixas
1. É Preciso (A Próxima Parada)
2. Na Moral
3. Além do Horizonte
4. Dias Melhores
5. Encontrar Alguém
6. Mais Uma Vez
7. Já Foi
8. Sempre Assim
9. Só Hoje
10. O Sol
11. De Volta ao Planeta
12. Do Seu Lado

## Prêmios e indicações
| Ano  | Prêmio                | Trabalho                | Categoria                       | Resultado | Ref.  |
| ---- | --------------------- | ----------------------- | ------------------------------- | --------- | ----- |
| 2013 | Grammy Latino de 2013 | Rock in Rio: Jota Quest | Melhor Álbum de Rock Brasileiro | Venceu    | [ 3 ] |